# Třída Tapper
Třída Tapper (jinak též Bevakningsbåt 80) je třída pobřežních hlídkových člunů švédského námořnictva.

## Stavba

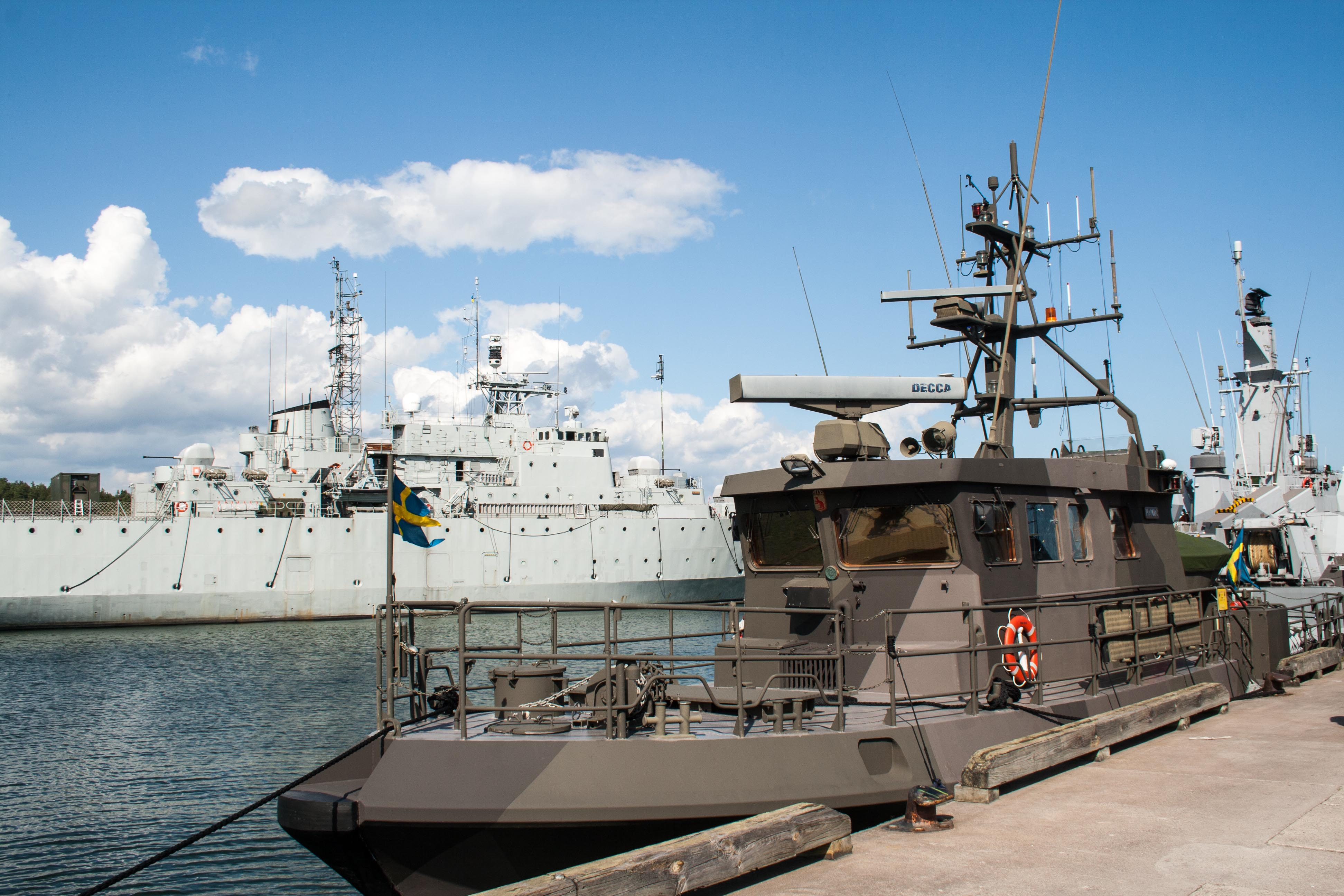
Plavidlo třídy Tapper

Celkem bylo postaveno 12 jednotek této třídy, pojmenovaných Tapper (81), Djärv (82), Dristig (83), Händig (84), Trygg (85), Modig (86), Hurtig (87), Rapp (88), Stolt (89), Ärlig (90), Munter (91) a Orädd (92).

## Konstrukce
Výzbroj tvoří dva 12,7mm kulomety a čtyři devítihlavňové vrhače hlubinných pum Saab ELMA. Pohonný systém má výkon 2095 bhp. Nejvyšší rychlost dosahuje 25 uzlů.

### Modernizace

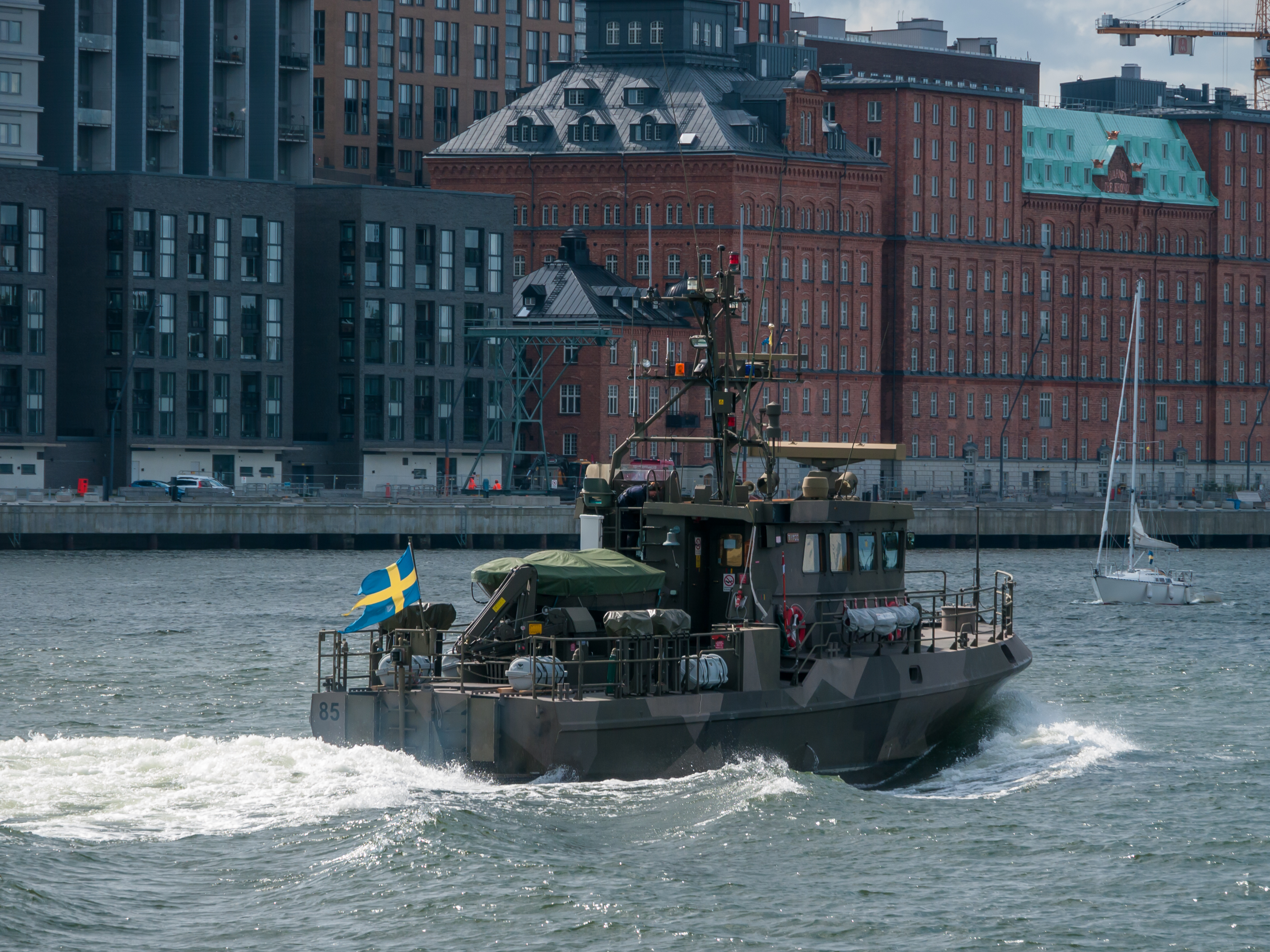
Trygg (85)

V roce 2014 došlo k incidentu při kterém měla do švédských vod proniknout ruská ponorka. Švédsko následně zvýšilo investice do obrany, mimo jiné do protiponorkových schopností svého námořnictva. Jejich součástí bylo zlepšení detekčních schopností části plavidel třídy Tapper. Loděnici Swede Ship Marine byla zadána modernizace šesti jednotek, jejíž součástí byla rovněž instalace nového sonarového systému od společnosti Kongsberg Maritime. Tento systém je optimalizován pro vyhledávání ponorek, min a podmořských překážek v pobřežních vodách. V červnu 2020 byla jako první dokončena modernizace plavidla Dristig.